# Estação Ecológica de Niquiá
A Estação Ecológica de Niquiá é uma estação ecológica (ESEC) do Brasil, localizada no município de Caracaraí, no estado de Roraima.

## Histórico
A Estação Ecológica Niquiá foi criada pelo então presidente José Sarney através do Decreto 91.306 de 1985. Com área de aproximadamente 286.600 hectares, a unidade abriga espécies vulneráveis, como o macaco-aranha.

## Características
A estação é caracterizada pela mata de transição, sendo maior parte da vegetação do tipo campinarana e a menor parte de floresta ombrófila, com predominância em toda área de buriti e buritirana, típicas de áreas alagadas. Segundo a classificação climática de Köppen-Geiger, a ESEC possui clima tropical de monção (Am).
O mês mais quente é outubro, com 34,7°C, e o mais frio janeiro, com 22,4°C.  A precipitação média anual é de 171,41 milímetros. O mês mais chuvoso é julho, com 365 milímetros de chuva, e o mais seco é fevereiro, com 48 milímetros.
| Gráfico climático para Estação Ecológica de Niquiá | Gráfico climático para Estação Ecológica de Niquiá | Gráfico climático para Estação Ecológica de Niquiá | Gráfico climático para Estação Ecológica de Niquiá | Gráfico climático para Estação Ecológica de Niquiá | Gráfico climático para Estação Ecológica de Niquiá | Gráfico climático para Estação Ecológica de Niquiá | Gráfico climático para Estação Ecológica de Niquiá | Gráfico climático para Estação Ecológica de Niquiá | Gráfico climático para Estação Ecológica de Niquiá | Gráfico climático para Estação Ecológica de Niquiá | Gráfico climático para Estação Ecológica de Niquiá |
| -------------------------------------------------- | -------------------------------------------------- | -------------------------------------------------- | -------------------------------------------------- | -------------------------------------------------- | -------------------------------------------------- | -------------------------------------------------- | -------------------------------------------------- | -------------------------------------------------- | -------------------------------------------------- | -------------------------------------------------- | -------------------------------------------------- |
| J                                                  | F                                                  | M                                                  | A                                                  | M                                                  | J                                                  | J                                                  | A                                                  | S                                                  | O                                                  | N                                                  | D                                                  |
| 60 33 22                                           | 48 33 23                                           | 94 34 23                                           | 215 33 23                                          | 339 31 23                                          | 365 31 23                                          | 319 32 23                                          | 211 33 23                                          | 146 34 23                                          | 94 35 24                                           | 91 34 24                                           | 75 34 23                                           |
| Temperaturas em °C • Precipitações em mmFonte:     |                                                    |                                                    |                                                    |                                                    |                                                    |                                                    |                                                    |                                                    |                                                    |                                                    |                                                    |